# Llista de rellotges de sol de la Segarra
Llista de rellotges de sol instal·lats de forma permanent en espais públics de la comarca de la Segarra.

## Biosca
| Nom        | Descripció | Localització            | Coordenades                                          | Fitxa | Imatge                                                          |
| ---------- | ---------- | ----------------------- | ---------------------------------------------------- | ----- | --------------------------------------------------------------- |
| La Melgosa |            | Biosca Masia La Melgosa | 41° 52′ 35″ N, 1° 20′ 56″ E / 41.876400°N,1.349012°E |       | La Melgosa (Biosca) · Vegeu més fotos · Carregueu una nova foto |

## Cervera
| Nom                      | Descripció                                     | Localització                                 | Coordenades                                          | Fitxa | Imatge                                                                       |
| ------------------------ | ---------------------------------------------- | -------------------------------------------- | ---------------------------------------------------- | ----- | ---------------------------------------------------------------------------- |
| Carrer Ametllers, 25     | Inscripció: Qui dia passa any empeny           | Cervera C. Ametllers, 25 - c. Punta del Biel | 41° 40′ 12″ N, 1° 15′ 38″ E / 41.669903°N,1.260667°E | fitxa | Carrer Ametllers, 25 (Cervera) · Carregueu una nova foto                     |
| Carrer Punta de Biel, 29 | Inscripció: L'hora que veus és l'hora que vius | Cervera C. Punta de Biel, 29                 | 41° 40′ 11″ N, 1° 15′ 40″ E / 41.669704°N,1.261037°E | fitxa | Carrer Punta de Biel, 29 (Cervera) · Carregueu una nova foto                 |
| Universitat de Cervera   |                                                | Cervera Pl. de la Universitat, 21            | 41° 40′ 15″ N, 1° 16′ 26″ E / 41.670728°N,1.273861°E | fitxa | Universitat de Cervera (Cervera) · Vegeu més fotos · Carregueu una nova foto |
| Mas Sant Roc             | Inscripció: Mas Sant Roc                       | Cervera Castellnou d'Oluges                  | 41° 42′ 21″ N, 1° 18′ 03″ E / 41.705859°N,1.300902°E | fitxa | Mas Sant Roc (Cervera) · Vegeu més fotos · Carregueu una nova foto           |

## Granyanella
| Nom                                  | Descripció                                                                 | Localització                  | Coordenades                                          | Fitxa | Imatge                                                                                         |
| ------------------------------------ | -------------------------------------------------------------------------- | ----------------------------- | ---------------------------------------------------- | ----- | ---------------------------------------------------------------------------------------------- |
| Església parroquial de Sant Salvador | Cinc rellotges gravats en els carreus del brancal esquerre de la portalada | Granyanella Pl. de l'Església | 41° 38′ 56″ N, 1° 13′ 28″ E / 41.648888°N,1.224444°E | fitxa | Església parroquial de Sant Salvador (Granyanella) · Vegeu més fotos · Carregueu una nova foto |

## Guissona
| Nom                       | Descripció                                               | Localització                                       | Coordenades                                          | Fitxa | Imatge                                                           |
| ------------------------- | -------------------------------------------------------- | -------------------------------------------------- | ---------------------------------------------------- | ----- | ---------------------------------------------------------------- |
| Museu Eduard Camps i Cava | Escafè romà de la vil·la romana de la Malesa (Florejacs) | Guissona Pl. del Vell Pla, 1. Col·lecció del museu | 41° 47′ 12″ N, 1° 17′ 22″ E / 41.786778°N,1.289426°E | fitxa | Carregueu una nova foto                                          |
| Mas Ramon                 |                                                          | Guissona Guarda-si-venes                           | 41° 48′ 44″ N, 1° 16′ 43″ E / 41.8123°N,1.27867°E    |       | Mas Ramon (Guissona) · Vegeu més fotos · Carregueu una nova foto |

## Massoteres
| Nom           | Descripció | Localització                          | Coordenades                                          | Fitxa | Imatge                                                                            |
| ------------- | ---------- | ------------------------------------- | ---------------------------------------------------- | ----- | --------------------------------------------------------------------------------- |
| Cal Xuriguera | MCMLXXX    | Massoteres Pl. Sant Jaume, 1, Palouet | 41° 47′ 48″ N, 1° 21′ 25″ E / 41.796679°N,1.356862°E |       | Cal Xuriguera de Palouet (Massoteres) · Vegeu més fotos · Carregueu una nova foto |

## Les Oluges
| Nom                                | Descripció           | Localització                        | Coordenades                                        | Fitxa | Imatge                                                                                      |
| ---------------------------------- | -------------------- | ----------------------------------- | -------------------------------------------------- | ----- | ------------------------------------------------------------------------------------------- |
| Església Santa Maria de les Oluges | Inscripció: Any 1803 | Les Oluges Pl. del Pare Cortadellas | 41° 41′ 51″ N, 1° 19′ 08″ E / 41.69752°N,1.31897°E | fitxa | Església Santa Maria de les Oluges (les Oluges) · Vegeu més fotos · Carregueu una nova foto |

## Els Plans de Sió
| Nom                                     | Descripció                                                             | Localització                                    | Coordenades                                          | Fitxa | Imatge                                                                                                 |
| --------------------------------------- | ---------------------------------------------------------------------- | ----------------------------------------------- | ---------------------------------------------------- | ----- | --- |
| Església de Sant Bartomeu d'Hostafrancs | Inscripció: 1759 / Ave Maria                                           | Els Plans de Sió Pl. de l'Església. Hostafrancs | 41° 44′ 12″ N, 1° 14′ 38″ E / 41.736801°N,1.243753°E | fitxa | Església de Sant Bartomeu d'Hostafrancs (els Plans de Sió) · Vegeu més fotos · Carregueu una nova foto |
| Església de Sant Esteve de Pelagalls    | Sèrie de rellotges de sol canònics gravats en carreus de la façana sud | Els Plans de Sió Pelagalls                      | 41° 45′ 07″ N, 1° 12′ 11″ E / 41.75191°N,1.20314°E   | fitxa | Església de Sant Esteve de Pelagalls (els Plans de Sió) · Vegeu més fotos · Carregueu una nova foto    |
| Museu de la Pagesia                     | Inscripció: Mentre el Sol em tocarà sabreu l'hora que serà             | Els Plans de Sió C. Vent Serè, 1. Sisteró       | 41° 45′ 16″ N, 1° 12′ 27″ E / 41.754441°N,1.207565°E | fitxa | Museu de la Pagesia (els Plans de Sió) · Carregueu una nova foto                                       |

## Ribera d'Ondara
| Nom      | Descripció | Localització                        | Coordenades                                          | Fitxa | Imatge                  |
| -------- | ---------- | ----------------------------------- | ---------------------------------------------------- | ----- | ----------------------- |
| Montlleó |            | Ribera d'Ondara Camí de Montlleó, 9 | 41° 38′ 38″ N, 1° 21′ 47″ E / 41.643767°N,1.362933°E | fitxa | Carregueu una nova foto |

## Sant Guim de Freixenet
| Nom                      | Descripció                                      | Localització                                   | Coordenades                                          | Fitxa | Imatge                  |
| ------------------------ | ----------------------------------------------- | ---------------------------------------------- | ---------------------------------------------------- | ----- | ----------------------- |
| Carrer de la Rabassa, 10 | Inscripció: La Rabassa / Sant Guim de Freixenet | Sant Guim de Freixenet C. Únic, 10, la Rabassa | 41° 38′ 51″ N, 1° 22′ 56″ E / 41.647567°N,1.382300°E | fitxa | Carregueu una nova foto |

## Sant Ramon
| Nom           | Descripció            | Localització                       | Coordenades                                          | Fitxa | Imatge                                                                 |
| ------------- | --------------------- | ---------------------------------- | ---------------------------------------------------- | ----- | ---------------------------------------------------------------------- |
| Cal Vilaplana | Inscripció: 1980 / FR | Sant Ramon C. de Sant Cosme. Gospí | 41° 44′ 16″ N, 1° 20′ 59″ E / 41.737778°N,1.349722°E | fitxa | Cal Vilaplana (Sant Ramon) · Vegeu més fotos · Carregueu una nova foto |

## Tarroja de Segarra
| Nom                              | Descripció       | Localització       | Coordenades                                          | Fitxa | Imatge                                                                               |
| -------------------------------- | ---------------- | ------------------ | ---------------------------------------------------- | ----- | ------------------------------------------------------------------------------------ |
| Església parroquial              |                  | Tarroja de Segarra | 41° 43′ 49″ N, 1° 16′ 27″ E / 41.730278°N,1.274167°E | fitxa | Església parroquial (Tarroja de Segarra) · Vegeu més fotos · Carregueu una nova foto |
| Cobert al costat de l'ambulatori | Inscripció: 1948 | Tarroja de Segarra | 41° 43′ 56″ N, 1° 16′ 36″ E / 41.732157°N,1.276688°E | fitxa | Cobert al costat de l'ambulatori (Tarroja de Segarra) · Carregueu una nova foto      |

## Torà
| Nom                          | Descripció                                                | Localització                                     | Coordenades                                          | Fitxa | Imatge                                                                          |
| ---------------------------- | --------------------------------------------------------- | ------------------------------------------------ | ---------------------------------------------------- | ----- | ------------------------------------------------------------------------------- |
| Església de Sant Gil de Torà |                                                           | Torà Pl. de l'Església                           | 41° 48′ 46″ N, 1° 24′ 13″ E / 41.812778°N,1.403611°E | fitxa | Església de Sant Gil de Torà (Torà) · Vegeu més fotos · Carregueu una nova foto |
| Casa de les Monges           | Inscripció: Al matí no em busqueu, a la tarda em trobareu | Torà Pl. de l'Església, 8, Torà                  | 41° 48′ 46″ N, 1° 24′ 14″ E / 41.812714°N,1.403991°E | fitxa | Casa de les Monges(Torà) · Carregueu una nova foto                              |
| Cal Ventureta                | Inscripció: 1862                                          | Torà Pl. de l'Hostal                             | 41° 48′ 42″ N, 1° 24′ 11″ E / 41.811668°N,1.403152°E | fitxa | Cal Ventureta (Torà) · Carregueu una nova foto                                  |
| Cal Jovans                   |                                                           | Torà Pl. de la Font, 20                          | 41° 48′ 44″ N, 1° 24′ 15″ E / 41.812198°N,1.404036°E | fitxa | Cal Jovans (Torà) · Vegeu més fotos · Carregueu una nova foto                   |
| Cal Soler de la Creu         |                                                           | Torà Pl. de la Creu, 8, cantonada c. del Convent | 41° 48′ 39″ N, 1° 24′ 16″ E / 41.810791°N,1.404546°E |       | Cal Soler de la Creu (Torà) · Carregueu una nova foto                           |
| Ca na Núria                  |                                                           | Torà Avinguda de l'Aguda, 17                     | 41° 48′ 47″ N, 1° 24′ 18″ E / 41.812921°N,1.405135°E |       | Ca na Núria (Torà) · Carregueu una nova foto                                    |
| Cal Prim de Claret           | Rellotge canònic                                          | Torà Cal Prim, Claret                            | 41° 49′ 42″ N, 1° 27′ 44″ E / 41.828322°N,1.462088°E |       | Cal Prim de Claret (Torà) · Carregueu una nova foto                             |

## Torrefeta i Florejacs
| Nom            | Descripció                                             | Localització                                     | Coordenades                                            | Fitxa | Imatge                                                                            |
| -------------- | ------------------------------------------------------ | ------------------------------------------------ | ------------------------------------------------------ | ----- | --------------------------------------------------------------------------------- |
| Cal Perdigotet | Inscrpció: Cada dia si Deu vol jo marco el pas del Sol | Torrefeta i Florejacs Carrer Amunt, 2. Florejacs | 41° 48′ 05″ N, 1° 12′ 51″ E / 41.8012941°N,1.214187°E  | fitxa | Carrer Amunt, 2 (Torrefeta i Florejacs) · Carregueu una nova foto                 |
| Casa Magarola  | Inscripció: Sedó 6 Oct 2012                            | Torrefeta i Florejacs C. de Baix, 18. Sedó       | 41° 43′ 55″ N, 1° 15′ 37″ E / 41.731976°N,1.26016395°E | fitxa | Casa Magarola (Torrefeta i Florejacs) · Vegeu més fotos · Carregueu una nova foto |
| Ca n'Alió      |                                                        | Torrefeta i Florejacs Pl. Santa Anna, Riber      | 41° 43′ 53″ N, 1° 14′ 59″ E / 41.73145°N,1.24981°E     |       | Ca n'Alió (Torrefeta i Florejacs) · Carregueu una nova foto                       |